# Gary Donaldson
Pour les articles homonymes, voir Donaldson.
Gary Donaldson (né le 15 juillet 1952 à Trail, dans la province de la Colombie-Britannique au Canada) est un joueur professionnel canadien de hockey sur glace.

## Carrière en club
En 1970, il commence sa carrière avec les Broncos de Penticton dans la BCJHL. Il est choisi au cours du repêchage amateur 1972 dans la Ligue nationale de hockey par les Blackhawks de Chicago en 9e ronde, en 141e position. Il passe professionnel avec les Blackhawks de Chicago dans la Ligue nationale de hockey en 1973.

## Statistiques
| Saison     | Équipe                  | Ligue      |    | Saison régulière | Saison régulière | Saison régulière | Saison régulière | Saison régulière |   | Séries éliminatoires | Séries éliminatoires | Séries éliminatoires | Séries éliminatoires | Séries éliminatoires |
| Saison     | Équipe                  | Ligue      | PJ | B                | A                | Pts              | Pun              | PJ               | B | A                    | Pts                  | Pun                  |                      |                      |
| 1970-1971  | Broncos de Penticton    | BCJHL      | 0  | 37               | 53               | 90               | 61               | -                | - | -                    | -                    | -                    |                      |                      |
| 1971-1972  | Cougars de Victoria     | WCHL       | 62 | 31               | 44               | 75               | 53               | -                | - | -                    | -                    | -                    |                      |                      |
| 1972-1973  | Black Hawks de Dallas   | LCH        | 71 | 15               | 24               | 39               | 46               | 7                | 2 | 1                    | 3                    | 14                   |                      |                      |
| 1973-1974  | Blackhawks de Chicago   | LNH        | 1  | 0                | 0                | 0                | 0                | -                | - | -                    | -                    | -                    |                      |                      |
| 1973-1974  | Black Hawks de Dallas   | LCH        | 71 | 21               | 21               | 42               | 66               | 10               | 3 | 3                    | 6                    | 24                   |                      |                      |
| 1974-1975  | Black Hawks de Dallas   | LCH        | 77 | 24               | 28               | 52               | 46               | 8                | 3 | 1                    | 4                    | 7                    |                      |                      |
| 1975-1976  | Black Hawks de Dallas   | LCH        | 68 | 33               | 39               | 72               | 26               | 6                | 2 | 0                    | 2                    | 0                    |                      |                      |
| 1976-1977  | Aeros de Houston        | AMH        | 5  | 0                | 0                | 0                | 6                | -                | - | -                    | -                    | -                    |                      |                      |
| 1976-1977  | Blazers d'Oklahoma City | LCH        | 74 | 23               | 34               | 57               | 37               | -                | - | -                    | -                    | -                    |                      |                      |
| Totaux AMH | Totaux AMH              | Totaux AMH | 5  | 0                | 0                | 0                | 6                | -                | - | -                    | -                    | -                    |                      |                      |
| Totaux LNH | Totaux LNH              | Totaux LNH | 1  | 0                | 0                | 0                | 0                | -                | - | -                    | -                    | -                    |                      |                      |